# Amanishakheto
Amanishakheto var kandake och regerande drottning av Kush från cirka 10 f.Kr. till 1 e.Kr.
Hon uppges ha varit dotter till en viss Ar...tchawit. Hon efterträdde den berömda drottning Amanirenas, som avled 10 f.Kr. 
Hon regerade i omkring tio år och efterträddes av Amanitore. 
Hon är känd för den stor juvelskatt som återfanns i den pyramid som restes över henne, och som förstördes av en italiensk plundrare, som sedan förde juvelskatten till Europa. 